# Radgoszcz (gemeente)
De gemeente Radgoszcz is een landgemeente in het Poolse woiwodschap Klein-Polen, in powiat Dąbrowski.
De zetel van de gemeente is in Radgoszcz.
Op 30 juni 2004 telde de gemeente 7278 inwoners.

## Oppervlakte gegevens
In 2002 bedroeg de totale oppervlakte van gemeente Radgoszcz 88,3 km², waarvan:
- agrarisch gebied: 74%
- bossen: 15%

De gemeente beslaat 16,75% van de totale oppervlakte van de powiat.

## Demografie
Stand op 30 juni 2004:
| Omschrijving                   | Totaal | Totaal | Vrouwen | Vrouwen | Mannen | Mannen |
| ------------------------------ | ------ | ------ | ------- | ------- | ------ | ------ |
| eenheid                        | aantal | %      | aantal  | %       | aantal | %      |
| inwoners                       | 7278   | 100    | 3617    | 49,7    | 3661   | 50,3   |
| bevolkingsdichtheid (inw./km²) | 82,4   | 82,4   | 41      | 41      | 41,5   | 41,5   |

In 2002 bedroeg het gemiddelde inkomen per inwoner 1412,88 zł.

## Sołecta
Luszowice, Małec, Radgoszcz (sołectwa: Radgoszcz I, Radgoszcz II en Radgoszcz III), Smyków, Żdżary.

## Aangrenzende gemeenten
Czarna, Dąbrowa Tarnowska, Lisia Góra, Radomyśl Wielki, Szczucin, Wadowice Górne